# Sarah Hughes

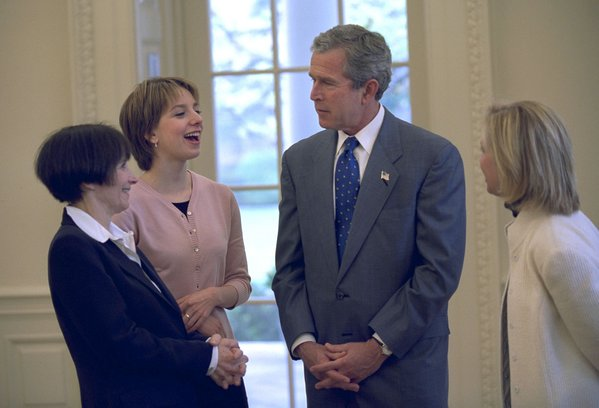
Spotkanie z George'em W. Bushem (12 kwietnia 2002)

Sarah Elizabeth Hughes (ur. 2 maja 1985 w Manhasset) – amerykańska łyżwiarka figurowa startująca w konkurencji solistek. Mistrzyni olimpijska z Salt Lake City (2002), brązowa medalistka mistrzostw świata (2001), medalistka finału Grand Prix oraz mistrzostw Stanów Zjednoczonych. Zakończyła karierę amatorską w 2003 roku.
Jej młodsza siostra Emily Hughes (ur. 1989) także była łyżwiarką figurową startującą w konkurencji solistek i uczestniczyła w Zimowych Igrzyskach Olimpijskich 2006 w Turynie.

## Osiągnięcia
| Zawody                                | 97–98          | 98–99          | 99–00          | 00–01          | 01–02          | 02–03          |                |                |                |                |                |                |                |                |                |                |                |
| Międzynarodowe                        | Międzynarodowe | Międzynarodowe | Międzynarodowe | Międzynarodowe | Międzynarodowe | Międzynarodowe | Międzynarodowe | Międzynarodowe | Międzynarodowe | Międzynarodowe | Międzynarodowe | Międzynarodowe | Międzynarodowe | Międzynarodowe | Międzynarodowe | Międzynarodowe | Międzynarodowe |
| ------------------------------------- | -------------- | -------------- | -------------- | -------------- | -------------- | -------------- | -------------- | -------------- | -------------- | -------------- | -------------- | -------------- | -------------- | -------------- | -------------- | -------------- | -------------- |
| Igrzyska olimpijskie                  |                |                |                |                | 1              |                |                |                |                |                |                |                |                |                |                |                |                |
| Mistrzostwa świata                    |                | 7              | 5              | 3              |                | 6              |                |                |                |                |                |                |                |                |                |                |                |
| GP Finał Grand Prix                   |                |                |                | 3              | 3              |                |                |                |                |                |                |                |                |                |                |                |                |
| GP Sparkassen Cup                     |                |                |                | 2              |                |                |                |                |                |                |                |                |                |                |                |                |                |
| GP Cup of Russia                      |                |                |                | 3              |                |                |                |                |                |                |                |                |                |                |                |                |                |
| GP Skate America                      |                |                | 4              | 2              | 2              |                |                |                |                |                |                |                |                |                |                |                |                |
| GP Skate Canada International         |                |                |                |                | 1              |                |                |                |                |                |                |                |                |                |                |                |                |
| GP Trophée Lalique                    |                |                | 3              |                | 2              |                |                |                |                |                |                |                |                |                |                |                |                |
| Vienna Cup                            |                |                | 1              |                |                |                |                |                |                |                |                |                |                |                |                |                |                |
| Międzynarodowe: Kategorie młodzieżowe |                |                |                |                |                |                |                |                |                |                |                |                |                |                |                |                |                |
| Mistrzostwa świata juniorów           |                | 2              |                |                |                |                |                |                |                |                |                |                |                |                |                |                |                |
| JGP Finał                             |                | 2              |                |                |                |                |                |                |                |                |                |                |                |                |                |                |                |
| JGP w Meksyku                         |                | 2              |                |                |                |                |                |                |                |                |                |                |                |                |                |                |                |
| JGP na Węgrzech                       |                | 2              |                |                |                |                |                |                |                |                |                |                |                |                |                |                |                |
| Krajowe                               |                |                |                |                |                |                |                |                |                |                |                |                |                |                |                |                |                |
| Mistrzostwa Stanów Zjednoczonych      | 1 J            | 4              | 3              | 2              | 3              | 2              |                |                |                |                |                |                |                |                |                |                |                |

## Nagrody i odznaczenia
- Amerykańska Galeria Sławy Łyżwiarstwa Figurowego – 2010[4]